# Barbara Klemm
Barbara Klemm, née le 27 décembre 1939 à Münster en Allemagne, est une photographe allemande.

## Biographie
Formée sur le tas dans un atelier de photographie de Karlsruhe, Barbara Klemm est engagée en 1959 par le prestigieux quotidien Frankfurter Allgemeine Zeitung, tout d'abord comme clicheuse, puis comme photographe spécialisée dans la culture et la politique, ce depuis 1970. Elle réalise alors des images en rapport avec l'actualité. Ses photos illustrent le plus souvent des évènements à valeur historique, comme sa photographie en  1973 de Léonid Brejnev chez Willy Brandt. Elle photographie également pour le supplément Voyages de la Frankfurter Allgemeine Zeitung.
Enfin, elle a également réalisé une série de portraits, sur son père, le peintre Fritz Klemm en 1968, ou encore sur des personnalités du monde des arts et du spectacle, comme George Segal en 1971 et Peter Handke en 1973.

## Récompenses et distinctions
- 1992 : Barbara Klemm est élue membre de l'Académie des arts de Berlin [2].
- 2014 : Prix Leica Hall of Fame